# Armuña de Tajuña (kommunhuvudort)
Armuña de Tajuña är en kommunhuvudort i Spanien.   Den ligger i provinsen Provincia de Guadalajara och regionen Kastilien-La Mancha, i den centrala delen av landet, 60 km öster om huvudstaden Madrid. Armuña de Tajuña ligger 704 meter över havet och antalet invånare är 129.
Terrängen runt Armuña de Tajuña är varierad. Armuña de Tajuña ligger nere i en dal. Runt Armuña de Tajuña är det glesbefolkat, med 10 invånare per kvadratkilometer. Närmaste större samhälle är Guadalajara, 15,8 km nordväst om Armuña de Tajuña. Trakten runt Armuña de Tajuña består till största delen av jordbruksmark.